# Андерлинген
Андерлинген (нем. Anderlingen) — община в Германии, в земле Нижняя Саксония.
Входит в состав района Ротенбург-на-Вюмме. Подчиняется управлению Зельзинген. Население составляет 906 человек (на 31 декабря 2010 года). Занимает площадь 35,67 км².
Коммуна подразделяется на 5 сельских округов.